# Huawei P30
Das Huawei P30 und das Huawei P30 Pro sind Smartphones der P-Serie des Herstellers Huawei. Die Smartphones wurden im Rahmen des Launch-Events in Paris am 26. März 2019 vorgestellt. Das Huawei P30 lite wurde am 4. April 2019 vorgestellt.

## Pro

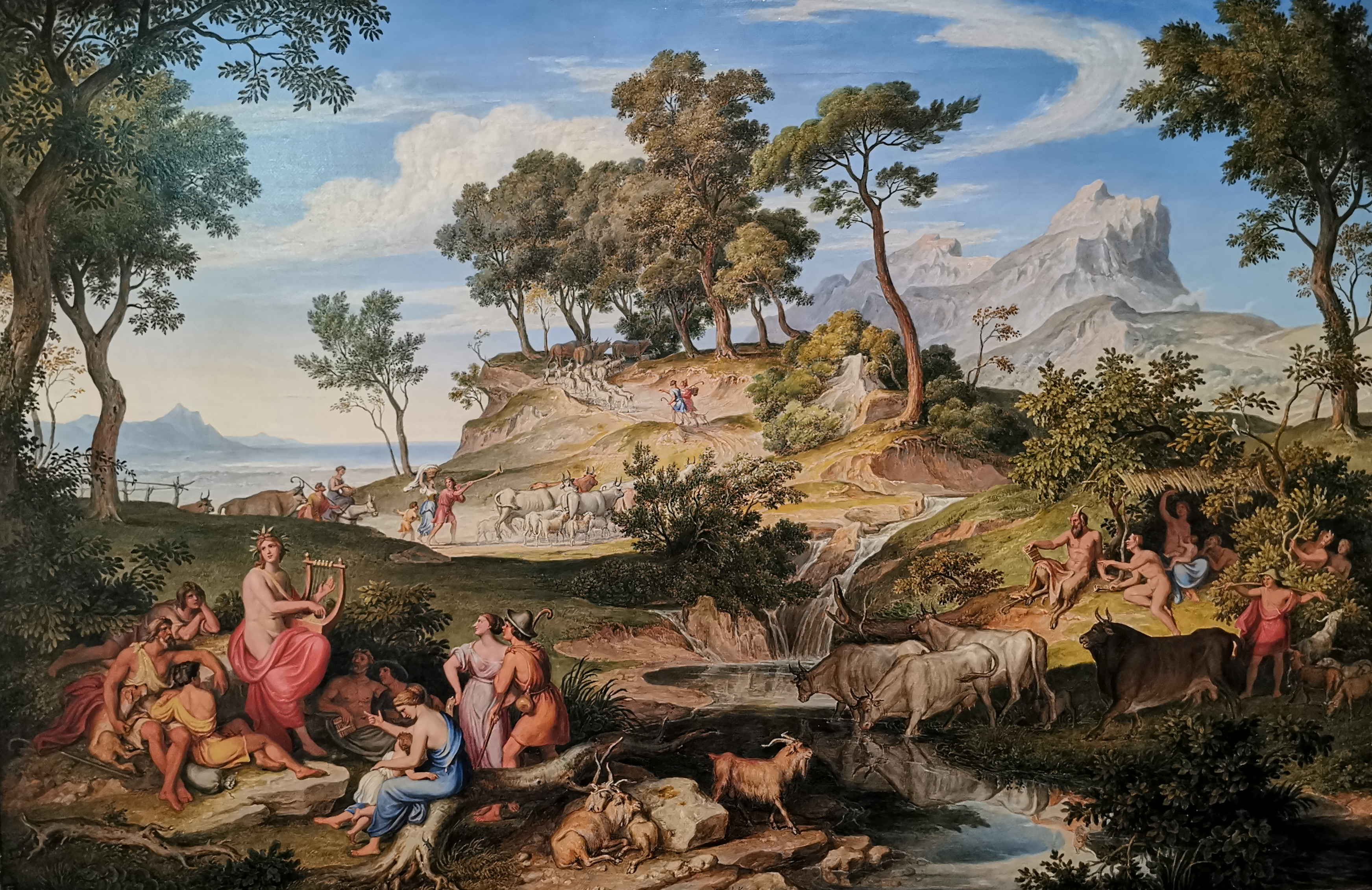
Aufnahmebeispiel für die Pro-Version in HDR (Joseph Anton Koch: Apollo unter den Hirten)

Die Version Pro unterscheidet sich vom Vorgänger P20 Pro durch eine deutlich kleinere Aussparung für die Frontkamera und somit mehr Displayfläche sowie Fingerabdrucksensor und Hörmuschel, welche unterhalb des Displays verbaut wurden. Das Kameramodul wurde um eine TOF-Kamera ergänzt. Die Ultraweitwinkelkamera besitzt eine Brennweite von 16 mm, das Teleobjektiv eine Brennweite von 125 mm KB-Äquivalent. Die Hauptkamera mit 25 mm KB-Äqvivalent Brennweite besitzt eine optische Bildstabilisierung. Der potentielle Arbeitsspeicher der P30 Pro ist größer als die des Basismodells und auch die Akkukapazität ist größer als die des Basismodells (4200 mAh).
Das Pro-Modellreihe umfasst die Varianten HW-02L, VOG-AL00, VOG-AL10, VOG-L04, VOG-L09, and VOG-L29. Alle Pro-Modelle ermöglichen HDR. Bei Videos ist eine Bildfrequenz bis 60 frames per seconds möglich. Als Prozessor ist ein Huawei Kirin 980 verbaut. Es wird induktives Laden mit 15 Watt im Qi-Standard sowie Reverse-Charging unterstützt, wodurch Qi-taugliche Geräte durch das Smartphone geladen werden können.

## Auszeichnungen
Das Computermagazin chip verlieh für das Basismodell das Prädikat „sehr gut“ (März 2019) im Einzeltest. Die Zeitschrift connect verlieh Bestnoten für die Akkulaufzeit und die Kamera (jeweils Mai 2019).